# Königreich der Sueben
Das Königreich der Sueben (auch Reich der Sueben, lateinisch Regnum Gallaecia) war eine Reichsbildung der Völkerwanderungszeit – eine der ersten, die sich vom Römischen Reich lossagte. Das Regnum wurde auf dem Gebiet der vormaligen römischen Provinzen Gallaecia und dem nördlichen Teil von Lusitania errichtet. Um 410 wurde es von dem es tragenden Kriegerverband der germanischen Sueben als eigener Herrschaftsbereich etabliert, trat aber erst im Verlauf des 6. Jahrhunderts als Königreich in Erscheinung. Es bewahrte sich bis ins Jahr 585 seine Unabhängigkeit vom Westgotenreich. Das Königreich der Sueben wurde von den Westgoten erobert und als sechste Provinz in das toledanische Westgotenreich eingegliedert.

Königreich der Sueben

## Herkunft

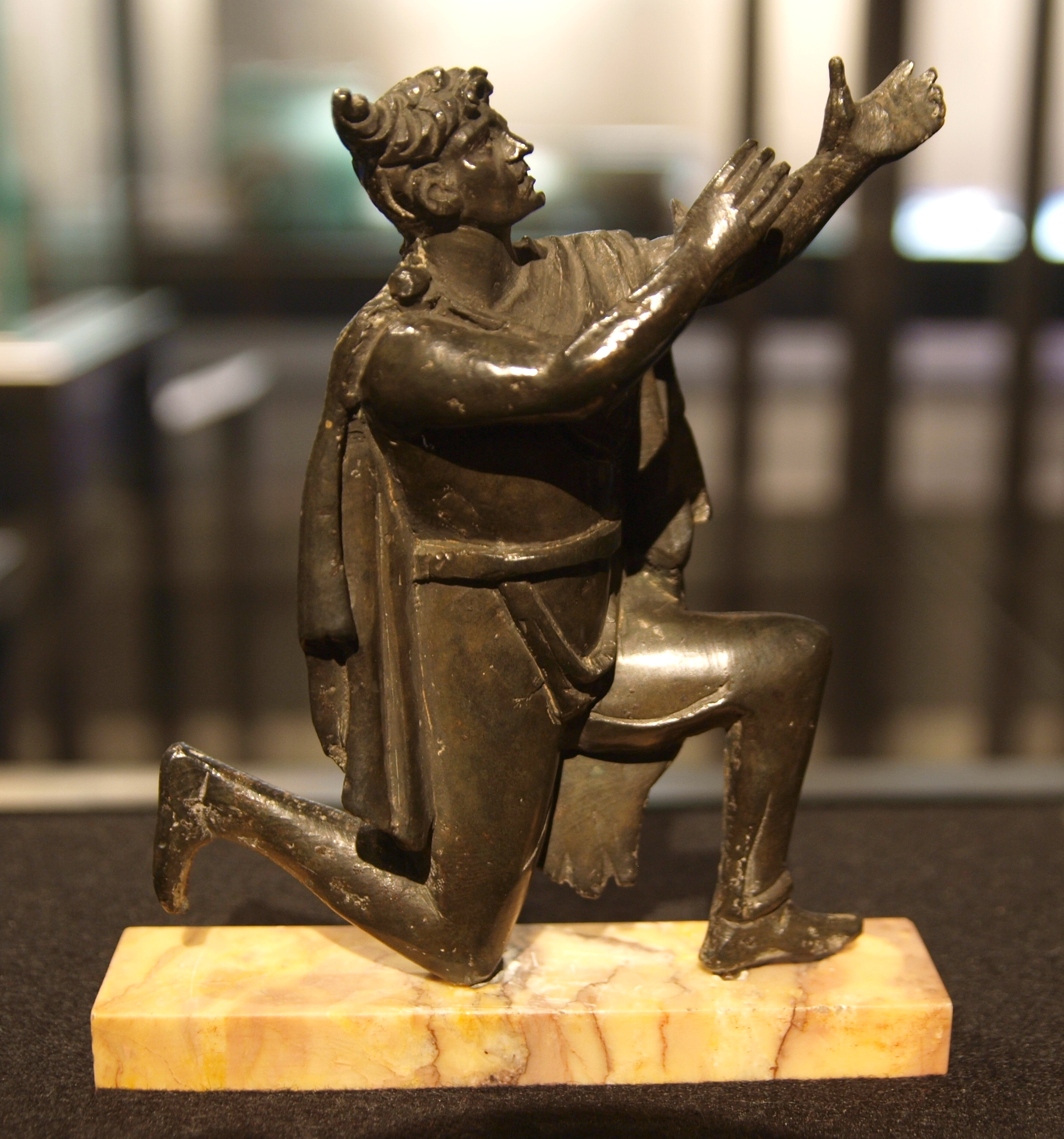
Römische Bronzeskulptur aus der zweiten Hälfte des 1. Jahrhunderts mit einem Germanen, der einen Suebenknoten hat und einen wohl charakteristischen Umhang trägt

Über die suebischen Krieger, die den Rhein in der Nacht des 31. Dezembers 406 überquerten und in das Römische Reich eindrangen, ist wenig bekannt. Es wurde früher spekuliert, dass sie mit den Quaden identisch seien, die in früheren Quellen als im Norden der mittleren Donau – dem heutigen Niederösterreich und der westlichen Slowakei – ansässig geschildert werden und eine wichtige Rolle in den Markomannenkriegen des 2. Jahrhunderts spielten, als sie zusammen mit den Markomannen erbittert gegen die Römer unter Kaiser Mark Aurel (reg. 161–180) fochten. Das Hauptargument für die Identifizierung dieser Sueben als den Quaden wird einem Brief des Hieronymus an Ageruchia entnommen, welcher die Eindringlinge, die 406 nach Gallien zogen, aufzählt – in ihm werden die Quaden aufgeführt, die Sueben hingegen nicht.
Damit beruht diese Theorie nur auf dem Verschwinden der Sueben und deren scheinbare Ersetzung durch die Quaden in dieser Quelle. Dies steht im Kontrast zu den Angaben anderer zeitgenössischer Autoren, wie Orosius, der die Sueben neben den Quaden unter den Völkern, die 406 den Rhein überquerten, mit aufzuzählen scheint.
Autoren des 6. Jahrhunderts identifizierten die Sueben Galiciens als Alamannen oder schlicht als Germanen; während Laterculus Veronensis sie im 4. Jahrhundert einige Sueben Seit’ an Seit’ mit Alamannen, Quaden, Markomannen und anderen germanischen Völkerschaften erwähnt.
Es wird in der neueren Forschung allerdings zunehmend die Position vertreten, dass die fehlende Erwähnung der Sueben bedeuten könne, dass sie keine per se ältere eigenständige ethnische Gruppe bildeten, sondern ebenso wie die meisten völkerwanderungszeitlichen Verbände das Ergebnis einer schrittweisen Ethnogenese darstellten und ursprünglich aus vielen kleineren Kriegergruppen – unter ihnen Teile der Quaden und Markomannen – bestanden, die erst im Rahmen des Kriegszuges aus dem Donau-Tal auf die iberische Halbinsel zueinander fanden. Andere Gruppen von Sueben werden von Jordanes und anderen Autoren als im 5. und 6. Jahrhundert in den Regionen der Donau ansässig erwähnt.
Zwar gibt es keine klar dokumentierten Gründe für die Wanderung von 406, aber eine verbreitete Theorie lautet, dass die Migration der diversen germanischen Völkerschaften westlich des Rheins auf dem Druck der Hunnen nach Westen im späten 4. Jahrhundert beruhte. Die hunnische Expansion zerstörte und bedrohte die Völker dieser Region und zwang sie, ihre Wurzeln hinter sich zu lassen. Freilich ist dies aufgrund der Quellenlage umstritten, und andere Forscher vermuten stattdessen einen Zusammenhang mit den römischen Bürgerkriegen dieser Jahre.
Ob sie nun dem Druck der Hunnen wichen oder nicht, diese Sueben überschritten zusammen mit Vandalen und Alanen in der Nacht des 31. Dezember 406 den Rhein. Ihr Einfall in das Römische Reich erfolgte zu einem Zeitpunkt, als der römische Westen eine Reihe von Invasionen und Bürgerkriegen erlebte. Die westlichen Regionen des Reiches erlebte die Invasion Italiens durch die Goten unter Radagaisus, als auch einen stetigen Strom von Usurpatoren. Dies ermöglichte den eingedrungenen Kriegern („Barbaren“) ohne starken Widerstand nach Gallien einzudringen, so dass sie erhebliche Schäden in den nördlichen Provinzen Germania Inferior, Belgica Prima und Belgica Secunda anrichten konnten, bevor die weströmische Regierung reagieren konnte. Dem Usurpator Konstantin III. (reg. 407–411) gelang es jedoch vorerst, die Masse der Vandalen, Alanen und Sueben im nördlichen Gallien zu binden. Aber im Frühjahr 409 revoltierte Gerontius in Hispanien und setzte seinen eigenen Augustus, Maximus, ein. Konstantin, der vor kurzem selbst zum Augustus erhoben worden war, machte sich auf nach Hispanien, um die Rebellion niederzuschlagen. Gerontius reagierte, indem er versuchte, die Vandalen und Sueben in Gallien als foederati gegen Konstantin einzusetzen, und sie davon zu überzeugen, wieder zu mobilisieren. Dem kamen die Vandalen, Alanen und Sueben im Sommer des Jahres 409 nach und begannen, nach Süden in Richtung Hispanien zu drängen.

## Landnahme und Integration

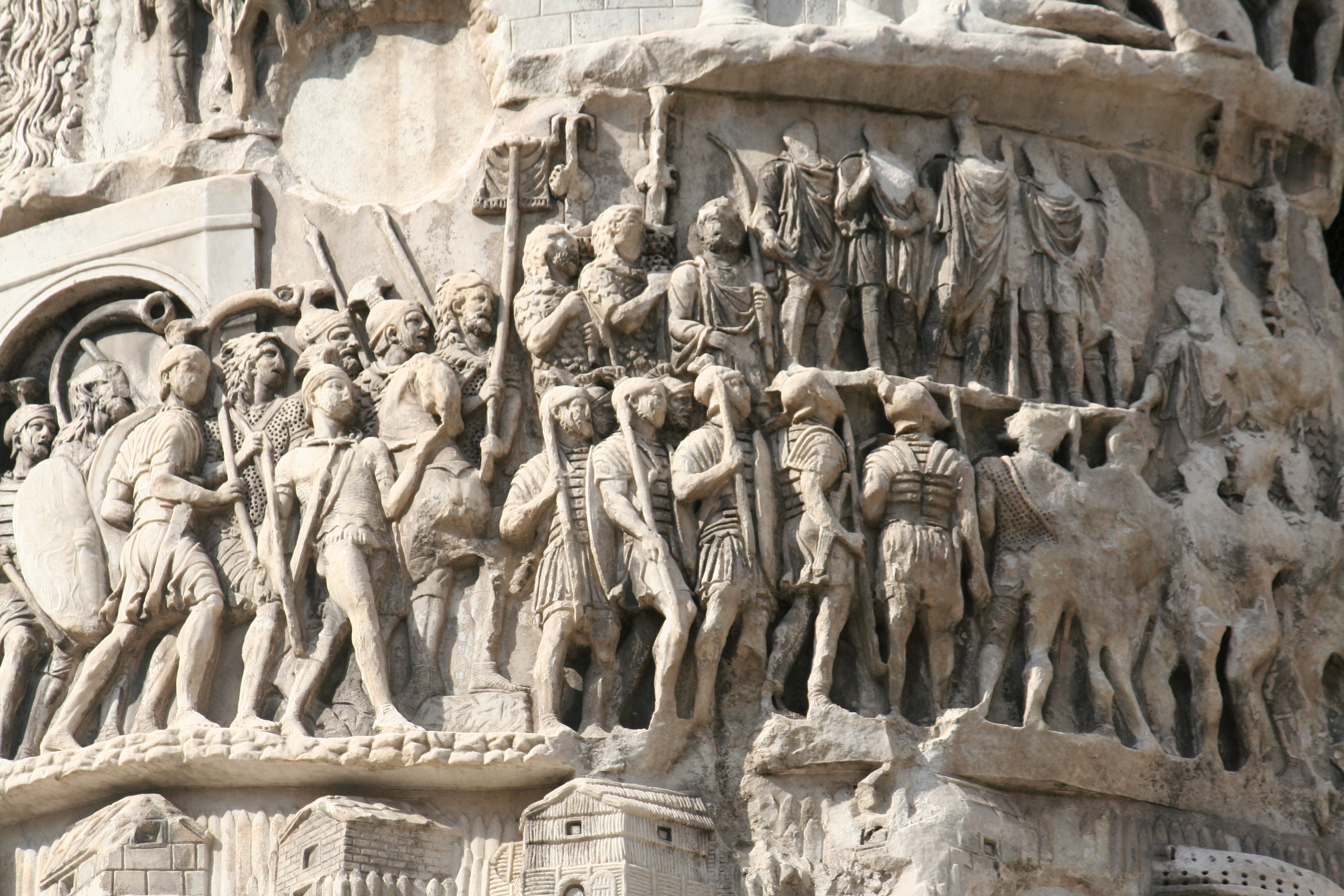
Detail der Mark-Aurel-Säule, die während der Herrschaft dieses Kaisers zum Triumph aufgrund von Siegen – unter anderem über die suebischen Markomannen und Quaden – im Jahre 176 in Rom errichtet wurde

Der Bürgerkrieg, der auf der Iberischen Halbinsel zwischen den römischen Anhängern des Konstantin und Gerontius ausbrach, führte dazu, dass die Pyrenäenpässe entweder absichtlich oder infolgedessen vernachlässigt wurden, so dass das südliche Gallien und die Iberische Halbinsel verwundbar für Angriffe wurden. Hydatius zufolge fand die Überquerung der Pyrenäen durch Vandalen, Alanen und Sueben entweder am 28. September oder 12. Oktober 409 statt. Einige Wissenschaftler interpretieren die beiden Daten als den Anfang und das Ende des Überschreitens der Pyrenäen, da die Überquerung einer solchen gewaltigen Barriere durch Tausende von Menschen in einem Zeitraum von 24 Stunden als unwahrscheinlich anzusehen sei. Hydatius schreibt, dass die barbarischen Völker – und ebenso wohl die römischen Soldaten – beim Eindringen in Hispanien die beiden Jahre 409 und 410 in einem Rausch der Plünderung von Lebensmitteln und Waren aus den Städten und aus dem Land verbrachten, was zu einer Hungersnot führte. Nach Hydatius zwang diese die Einheimischen zum Kannibalismus: „[getrieben] von Hunger verschlangen Menschen Menschenfleisch; selbst Mütter verschmausten die Körper ihrer eigenen Kinder, die sie mit ihren eigenen Händen getötet und gekocht hatten.“
Im Jahre 411 einigten sich die verschiedenen barbarischen Gruppen auf eine Friedensregelung und verteilten die Provinzen Hispaniens unter sich per „Los“. Viele Wissenschaftler glauben, dass die Überlieferung hinsichtlich des Losentscheides Beleg dafür sei, dass die Aufteilung der Provinz nach dem Muster einer römischen Föderaten-Ansiedlung erfolgt sei und auf einem Vertrag (foedus) mit Maximus beruht habe. Es gibt allerdings keine konkreten Hinweise auf irgendwelche Verträge zwischen Römern und Barbaren: Hydatius erwähnt keinen Vertrag, sondern schreibt nur, dass der Frieden von 411 aufgrund des Mitgefühls des Herrn (Gott) zustande gekommen sei, während Orosius behauptet, dass die Könige der Vandalen, Alanen und Sueben selbst einen Pakt – ähnlich dem der Westgoten späteren Datums – miteinander geschlossen hätten.
Die Aufteilung des Landes zwischen den vier Kriegergruppen erfolgte wie folgt: Die Silingischen Vandalen erhielten Hispania Baetica, den Alanen wurden die Provinzen Lusitania und Hispania Carthaginensis zugeteilt, und zwischen den Hasdingischen Vandalen und den Sueben wurde die nordwestliche Provinz Gallaecia geteilt.
Galiciens Teilung zwischen den Sueben und den Hasdingischen Vandalen placierte die Sueben in den Westen der Provinz – an die Küste des Atlantiks, höchstwahrscheinlich zwischen den heutigen Städten Porto im Süden und Pontevedra im Norden. Bald sollte Braga ihre Hauptstadt werden, später expandierten sie nach Astorga, in die Region von Lugo und in das Tal des Mino-Flusses. Es gibt keine Hinweise darauf, dass die Sueben vor 438 andere Städte in der Provinz bewohnt hätten. Die anfängliche Beziehung zwischen römischen Galiciern und Sueben waren wohl nicht so unheilvoll, wie manchmal angenommen, da Hydatius keine Konflikte oder Kriege mit den Einheimischen zwischen 411 und 430 erwähnt. Für die gegenteilige Annahme bekräftigt Orosius sogar, dass die Neulinge „ihre Schwerter zu Pflugscharen wendeten“, als sie ihr neues Land in Besitz nahmen.
Basierend auf einigen toponomischen Daten wurde vorgeschlagen, dass eine weitere Gruppe die germanischen Sueben begleitet und in Galicien gesiedelt habe, nämlich die Buri oder Buren. Diese seien in der Region zwischen den Flüssen Cávado und Homem, in der Gegend als Terras de Bouro (Länder der Buri), im Hochmittelalter als „Burio“ bekannt gewesen.

## Dasregnumim 5. Jahrhundert

### Ermenrich
Im Jahre 416 erschienen die Westgoten auf der Iberischen Halbinsel, welche als foederati von Constantius III. geschickt worden waren, um die Barbaren, die 409 angekommen waren, niederzuwerfen. Ab dem Jahr 418 wurden die Westgoten von ihrem rex Wallia geführt. Sie griffen zunächst die Silingischen Vandalen und die Alanen an und schlugen sie vernichtend; während die Hasdinge und Sueben von Wallias Kampagne verschont blieben und als die beiden verbleibenden Kräfte auf der Iberischen Halbinsel übrigblieben.
Hiernach erhielten die Westgoten Land in Aquitanien, wo sie sich unter Wallia niederließen. Im Jahre 419 kam es zu einem Konflikt zwischen den Vandalen unter Gunderich und den Sueben, nun geführt von ihrem rex (was damals noch eher „Anführer“ als „König“ bedeutete) Ermenrich. Beide Heere trafen sich in den Nerbasius-Bergen, aber die Intervention der römischen Streitkräfte unter dem comes Hispaniarum Asterius veränderte die Lage, als letztere die (Hasdingischen) Vandalen angriffen und sie zwang sich in die Baetica, das heutige Andalusien, zurückzuziehen, so dass die Sueben als „virtuelle Besitzer“ der ganzen Provinz zurückblieben.
Als die Vandalen 429 ihre Überfahrt nach Afrika vorbereiteten, zog ein suebischer warlord namens Heremigarius nach Lusitania, um dort zu plündern, wurde aber von dem neuen vandalischen rex Geiserich abgewehrt. Heremigarius ertrank während des Rückzuges in dem Fluss Guadiana; dies ist die erste Überlieferung einer bewaffneten suebischen Aktion außerhalb von Galicien. Nachdem die Vandalen dann Hispanien in Richtung Afrika verlassen hatten, waren die Sueben die einzige verbliebene barbarische Kraft in Hispanien.
Ermenrich verbrachte den Rest seiner Jahre mit der Festigung der suebischen Herrschaft über die gesamte Provinz Gallaecia (heutiges Galicien). Im Jahr 430 brach er den alten Frieden mit den Einheimischen und plünderte Zentral-Galicien, obwohl die wenig romanisierten Galicier die alten eisenzeitlichen Wallburgen wiederhergerichtet hatten. Ihm gelang es, einen neuen Frieden zu erzwingen, welcher mit dem Austausch von Gefangenen besiegelt wurde; dennoch brachen in den Jahren 431 und 433 neue Feindseligkeiten aus. Im Jahr 433 schickte Ermenrich einen lokalen Bischof namens Synphosius als Botschafter; dies ist der erste Beweis für die Zusammenarbeit zwischen Sueben und Einheimischen. Wie auch immer, es dauerte noch bis 438, bis ein dauerhafter Frieden, der zwanzig Jahre halten sollte, in der Provinz geschlossen wurde.

### Rechila

Karten der Eroberungen König Rechilas (438 bis 448)

Im Jahre 438 wurde Ermenrich krank. Nachdem er die gesamte ehemalige römische Provinz Gallaecia unter seine Kontrolle gebracht hatte, schloss er einen Frieden mit der lokalen römischen Bevölkerung, und setzte seinen Sohn Rechila als neuen rex der Sueben ein. Rechila führte die Expansionspolitik fort und begann, auf andere Bereiche der Iberischen Halbinsel Druck auszuüben. Dabei profitierte er von der Schwäche der weströmischen Regierung, die in Folge eines weiteren Bürgerkrieges (430 bis 435) abgelenkt und geschwächt war.
Bereits im selben Jahr führte er eine Kampagne in der Baetica durch, bei der er den römischen dux Andevotus an den Ufern des Genil-Flusses im offenen Kampf besiegte und dabei große Beute machte. Ein Jahr später (439) fielen die Sueben in der Lusitania ein und eroberten deren Hauptstadt, Mérida, die kurz darauf zur neuen Hauptstadt des Suebenreiches wurde. Rechila expandierte weiter und erzwang 440 nach erfolgreicher Belagerung die Übergabe der strategisch wichtigen Stadt Mértola durch den römischen Würdenträger Censorius. Im Jahr darauf (441) eroberten die Truppen Rechilas Sevilla, die Hauptstadt der Baetica. Nur wenige Monate nach dem Tod des Ermenrich, der seinen Verband mehr als 30 Jahre lang regiert hatte, gelang es den Sueben damit offenbar, die ganze Baetica und die Carthaginensis zu kontrollieren. Viele Forscher meinen jedoch, die suebische Eroberung der Baetica und der Carthaginensis habe sich nur auf Überfälle beschränkt, nach denen man sich wieder zurückgezogen habe; die suebische Präsenz habe hier tatsächlich – wenn überhaupt – nur eine geschichtliche Minute gedauert.
Im Jahr 446 entsandte die weströmische Regierung jedenfalls den magister utriusque militiae Vitus, der von einer großen Anzahl von föderierten Goten unterstützt wurde, in die Provinzen Baetica und Carthaginensis, wo er versuchen sollte, die Sueben zu unterwerfen und die kaiserliche Kontrolle über Hispanien wiederherzustellen. Rechila zog den Römern entgegen und schlug Vitus in die Flucht; danach wurden bis zum Jahr 459 keine kaiserlichen Versuche mehr unternommen, Hispanien zurückzuerobern. Bereits 448 starb Rechila als Heide und die Krone ging auf seinen Sohn Rechiar über.

### Rechiar
Rechiar, der ein katholischer Christ war, folgte seinem Vater im Jahr 448, als einer der ersten katholischen christlichen Herrscher über germanische Krieger, und der erste, der eine Münzprägung mit seinem eigenen Namen betrieb. Die ältere Forschung nahm teils an, dass die Prägung eigener Bronzemünzen ein Zeichen der suebischen Autonomie gewesen sei; die Verwendung der Münzprägung sei in der Spätantike als Zurschaustellung des eigenen Anspruchs, unabhängig zu sein, zu deuten. Heute geht man allerdings davon aus, dass lediglich die Prägung von Goldmünzen als kaiserliches Vorrecht galt. Auf diese ließ Rechiar zwar weiterhin das Bild des römischen Kaisers setzen – allerdings das des Honorius, der bereits im Jahr 423 gestorben war.
Zunächst hatte es den Anschein, als ob Rechiar die erfolgreiche Karriere seines Vaters und seines Großvaters fortsetzen könne, denn er unternahm eine Reihe von kühnen politischen Schritten. Der erste war seine Ehe mit der Tochter des Goten Theoderich I. im Jahr 448, um eine Verbesserung der Beziehungen zwischen den beiden gentes herbeizuführen. Er führte auch eine Reihe von erfolgreichen Plünderungskampagnen durch, ins Baskenland und nach Saragossa und Lleida, in die Hispania Tarraconensis, denn das nordöstliche Viertel der Halbinsel, die sich vom Mittelmeer bis zum Golf von Biskaya erstreckte, stand immer noch unter kaiserlicher Herrschaft. Manchmal agierte er in Koalition mit lokalen Bagauden. In Lleida nahm er auch Gefangene, die als Leibeigene zurück zu den suebischen Landen in Galicien und Lusitanien verschleppt wurden. Westrom schickte wiederholt Botschafter zu Verhandlungen zu den Sueben, aber im Jahr 455 plünderten die Sueben erneut in der Carthaginensis, während in Italien nach dem Tod des Kaisers Valentinian III. Chaos ausgebrochen war. Als Antwort hierauf schickten der neue Kaiser Avitus und die Westgoten eine gemeinsame Botschaft, in der sie daran erinnerten, dass der Frieden, der mit Rom etabliert worden sei, auch von den Goten gewährt werde: Avitus war mit gotischer Unterstützung auf den Thron gelangt. Aber Rechiar unternahm in den Jahren 455 und 456 zwei neue Kampagnen in der Tarraconensis, von denen er mit einer großen Zahl von Gefangenen nach Galicien zurückkehrte.
Schließlich schickte Avitus den Westgoten Theoderich II. (reg. 453–466) über die Pyrenäen nach Galicien, der ein großes Heer von foederati anführte, dem auch Burgunden unter Gundioch und Chilperich angehörten. Die Sueben mobilisierten ihre Leute, und die beiden Heere trafen am 5. Oktober 456 am Fluss Órbigo in der Nähe von Astorga aufeinander. Die Truppen Theoderichs II. schlugen die Sueben vernichtend. Obwohl viele Sueben in der Schlacht getötet wurden und viele andere gefangen genommen wurden, gelang nicht wenigen die Flucht. Rechiar floh verwundet in Richtung Küste, verfolgt von den gotischen Truppen, die Braga am 28. Oktober einnahmen und plünderten. Später wurde Rechiar in Porto festgesetzt und soll während des Versuches, sich einzuschiffen, getötet worden sein. Der Einschnitt war so tief, dass laut Hydatius das suebische regnum vorerst zu existieren aufhörte. Nach dem Tod Rechiars setzte Theoderich den Krieg gegen die Sueben noch drei Monate lang fort, aber im April 459 kehrte er nach Gallien zurück. Dies wohl auch, weil er durch die politischen und militärischen Aktionen des neuen Kaisers Majorian und des magister militum Ricimer, der ein Halbsuebe – womöglich gar ein Verwandter Rechiars – war, alarmiert wurde. Währenddessen plünderten sich seine Alliierten und der Rest seiner Goten, über Astorga, Palencia und andere Orte ihren Weg zurück zu den Pyrenäen.

### Konkurrierende Herrscher
Als die Westgoten Rechiar getötet hatten, war die königliche Blutlinie von Ermenrich mit ihm ausgelöscht worden und das herkömmliche Verfahren der suebischen Nachfolgebestimmung wohl ebenso. Im Jahr 456 übernahm Agiulf die Führung der Sueben. Die Hintergründe von Agiulfs Machtübernahme sind unklar: Hydatius schreibt, dass Aioulf ein Deserteur der Goten gewesen sei, während Jordanes angibt, er sei ein Warne gewesen, der von Theoderich ernannt worden sei, um Galicien zu regieren, und, dass er von den Sueben zu diesem Abenteuer überredet worden sei. Jedenfalls wurde er in Porto im Juni 457 getötet, aber seine zusammen mit den bewaffneten Anhängern des Majorian durchgeführte Rebellion gegen die Westgoten nahm etwas Druck von den Sueben.
Für das Jahr 456, dem Jahr der Tötung des Rechiars, vermeldet Hydatius, dass „die Sueben Maldras zu ihrem rex erhoben“ hätten. Diese Aussage deutet darauf hin, dass die Sueben ein Mitspracherecht bei der Auswahl eines neuen Anführers hatten. Die Wahl von Maldras sollte zu einer Spaltung unter den Sueben führen, denn einige folgten einem anderen König, namens Framta, der nur ein Jahr später starb. Beide Fraktionen suchten den Frieden mit den lokalen Galiciern.
Im Jahr 458 schickten die Westgoten erneut eine Armee nach Hispanien, die im Juli in der Hispania Baetica ankam und den Sueben diese Provinz damit dauerhaft entzog. Diese Feldarmee blieb über mehrere Jahre in Iberien; im Jahr 459 zog Kaiser Majorian selbst an der Spitze eines Heeres nach Hispanien und setzte dort letztmals römische Statthalter und Kommandeure ein.
Maldras wurde im Jahr 460 nach einer Herrschaft von nur vier Jahren getötet. In dieser Zeit hatte er bei Sueben und Römern gleichermaßen geplündert, in Lusitania und in der Südspitze von Gallaecia entlang des Tals des Douro-Flusses. Inzwischen wählten die Sueben im Norden jedoch einen anderen Führer, Rechimund, der in den Jahren 459 und 460 Plünderungen in Galicien durchgeführt hatte. Im gleichen Jahr eroberte er die mit Mauern befestigte Stadt Lugo, die vorher noch unter römischer Führung gestanden hatte. Als Antwort schickten die Goten ihre Armee, die die Sueben, die in den Außenbezirken der Stadt und den umliegenden Regionen wohnten, bestrafen sollten. Dieses Vorhaben der Goten wurde jedoch von einigen Einheimischen verraten, so dass es fehlschlug. Von diesem Zeitpunkt an, wurde Lugo ein wichtiges Zentrum der Sueben und zur Hauptstadt Rechimunds.
Im Süden trat Frumarius die Nachfolge des Maldras an und übernahm dessen Fraktion, aber sein Tod im Jahre 464 beendete die Zeit des inneren Dissenses der Sueben und den Dauerkonflikt mit der einheimischen Bevölkerung.

### Remismund

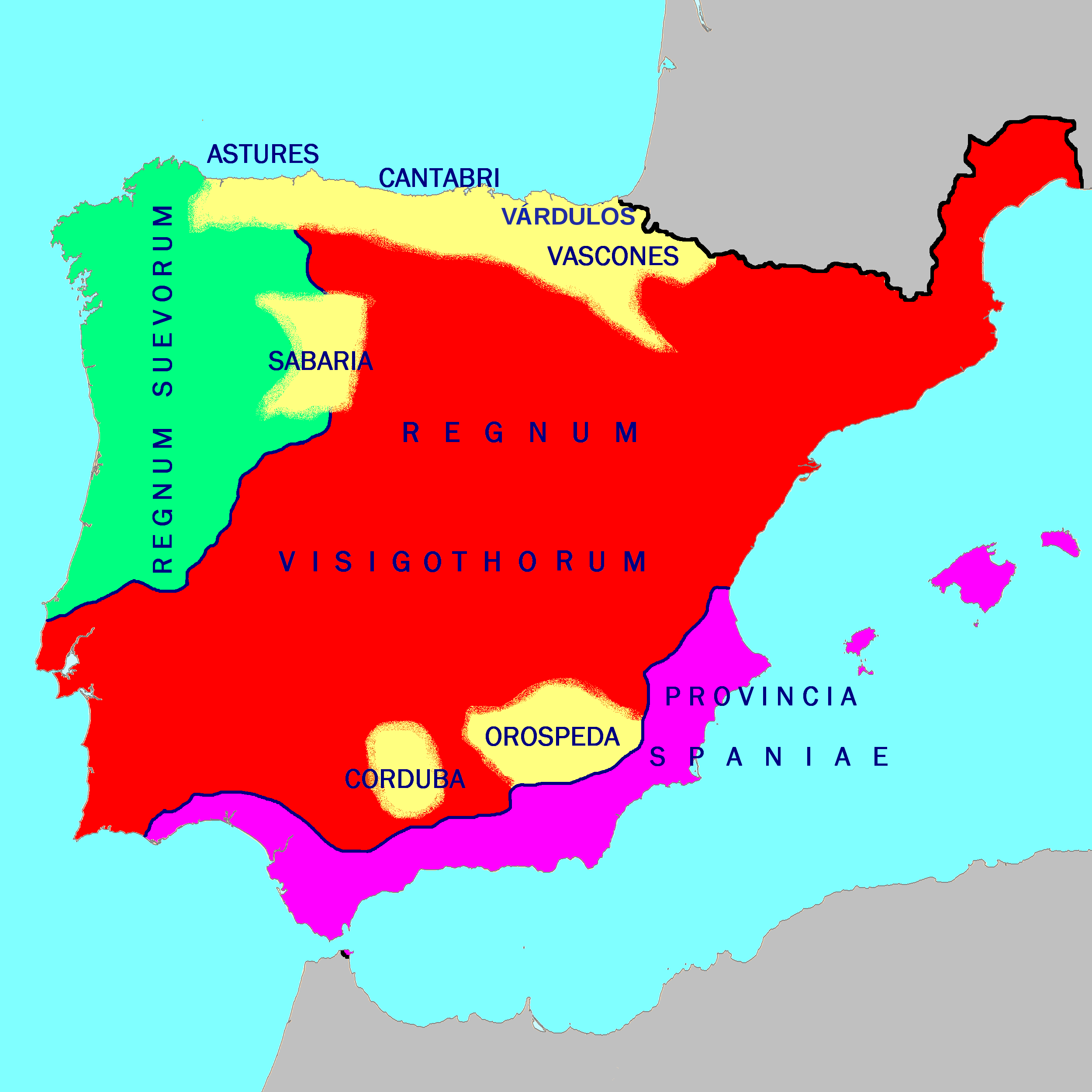
Suebisches Gallaecia, westgotisches Hispanien und byzantinischen Spanien, um 560 u. Z.

Im Jahre 464 wurde Remismund, ein Botschafter, der mehrfach zwischen Galicien und Gallien gereist war, neuer rex. Remismund gelang es, die Fraktionen der Sueben unter seiner Herrschaft zu vereinen und gleichzeitig den Frieden wiederherzustellen. Er wurde auch anerkannt, vielleicht sogar von Theoderich, der ihm Geschenke und Waffen zusammen mit einer Frau schickte. Unter der Führung von Remismund, sollten die Sueben wieder die umgebenden Länder überfallen, und die Gebiete von Lusitania und des Conventus Asturicense plündern. Währenddessen kämpften sie noch gegen galicische Stämme, wie die Aunonenses, die es ablehnten, sich Remismund zu unterwerfen. Im Jahr 468 gelang es ihnen, einen Teil der Mauern von Conimbriga, in Lusitanien, zu zerstören. Die Stadt wurde geplündert und danach weitgehend aufgegeben, da die meisten Einwohner flohen oder als Sklaven nach Norden fortgeführt wurden. Im Jahr darauf gelang sogar die Einnahme von Lissabon, das durch dessen Führer, Lusidio, übergeben wurde. Später wurde letzterer Botschafter der Sueben beim Kaiser. Das Ende der Chronik Hydatius für das Jahr 468 lässt uns im Ungewissen über das spätere Schicksal Remismunds.
Die Sueben blieben wahrscheinlich meist heidnischen Glaubens, bis der Missionar Ajax, der vom westgotischen rex Theoderich II. auf Wunsch des Einigers der Sueben Remismund geschickt worden war, die Sueben zum Arianismus 466 bekehrt haben soll. Jedenfalls etablierte er eine bleibende arianische Kirche, die die Menschen bis zu ihrem Übertritt zum Katholizismus in den 560er Jahren dominierte.

## Die arianische Zeit
Von der Zeit zwischen 470 und 550 ist wenig bekannt. Langsam stabilisierten sich in dieser Zeit die germanischen regna, so dass man seit der Mitte des 6. Jahrhunderts zunehmend von regelrechten Königreichen sprechen kann. Isidor von Sevilla schreibt im 7. Jahrhundert, dass viele reges herrschten in dieser Zeit – sie alle waren Arianer. Ein mittelalterliches Dokument mit dem Namen Divisio Wambae erwähnt einen rex namens Theodemund, der sonst unbekannt ist. Andere weniger zuverlässige und sehr viel spätere Chroniken erwähnen die Regierungszeit von mehreren Königen unter den Namen Ermenrich II., Rechila II. und Rechiar II.
Vertrauenswürdiger ist eine Inschrift, die in Portugal gefunden wurde und die Gründung einer Kirche durch eine Nonne im Jahr 535 unter der Herrschaft eines Veremunds bekundet. Dieser Veremund wird als „der ruhigste rex Veremund“ angesprochen. Allerdings wird diese Inschrift auch König Bermudo II. von León zugeschrieben. Auch dank eines Briefes von Papst Vigilius an den Bischof von Braga Profuturus, gesendet circa 540, ist bekannt, dass eine gewisse Zahl von Katholiken zum Arianismus konvertierten und dass einige katholische Kirchen in der Vergangenheit unter nicht näher spezifizierten Umständen zerstört wurden.

## Konversion zum Katholizismus

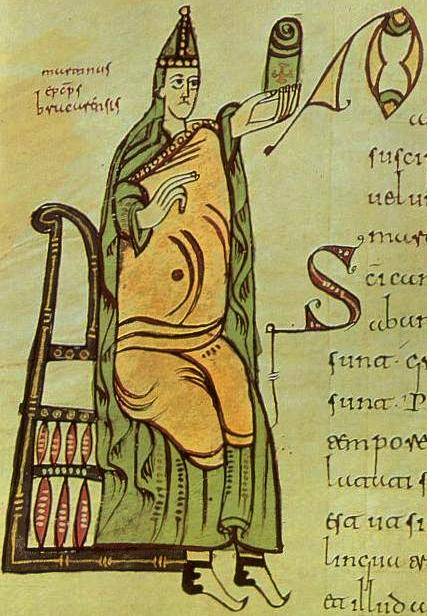
Bild des Heiligen Martin von Braga, (zw. 510 und 580). Chronik von Albelda

Die Konversion der Sueben zum Katholizismus wird in den Quellen sehr unterschiedlich dargestellt. Eine zeitgenössische Aufzeichnung, das Protokoll der Ersten Synode von Braga – welche am 1. Mai 561 stattfand – statuiert ausdrücklich, dass die Synode auf Befehl eines Königs namens Ariamir abgehalten wurde. Während sein Katholizismus nicht bezweifelt wird, ist bestritten worden, dass er der erste katholische Monarch der Sueben seit Rechiar gewesen sein soll; mit der Begründung, dass nirgendwo explizit vermerkt wurde, dass er auch der erste war. Jedenfalls war er wohl der erste, der eine katholische Synode abhalten ließ. Andererseits heißt es in der Historia suevorum des Isidor von Sevilla, dass es Theodemar war, der die Hinwendung seines Volks vom Arianismus zum Katholizismus mit Hilfe des Missionars Martin von Braga einleitete. Und schließlich, nach Darstellung des fränkischen Historikers Gregor von Tours, soll ein sonst unbekannter Souverän namens Chararic versprochen haben, nachdem er von Martin von Tours gehört hatte, den Glauben der Heiligen zu akzeptieren, wenn nur sein Sohn von Lepra geheilt würde. Durch die Reliquien und Fürsprache des heiligen Martin wurde der Sohn natürlich geheilt; Chararic und der gesamte Hausstand konvertierten darauf zum Nizäaischen Glauben. Da die Ankunft der Reliquien des heiligen Martin von Tours und die Konversion von Chararic mit der Ankunft des Martin von Braga zeitlich übereinstimmen, also circa 550, wurde diese Legende als eine Allegorie auf die pastorale Arbeit des Heiligen Martin von Braga interpretiert sowie auf seine Hingabe an den Heiligen Martin von Tours.
Die meisten Wissenschaftler haben versucht, diese Geschichten zu verschmelzen. Es wurde behauptet, dass Chararic und Theodemar Nachfolger des Ariamir gewesen sein müssten, da Ariamir der erste suebische Regent war, der das Verbot katholischer Synoden aufhob; Isidor habe daher die Chronologie falsch überliefert. Reinhart schlug vor, dass Chararic zuerst durch die Reliquien des heiligen Martin konversioniert worden sein soll und dass Theodemar später aufgrund der Predigten des Martin von Braga konvertiert sei.

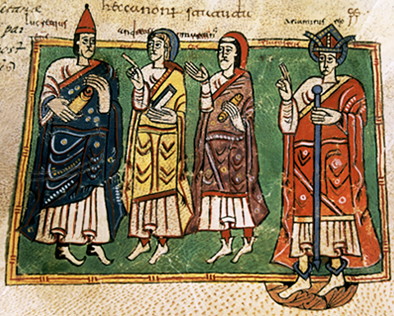
König Ariamir mit den Bischöfen Lucretius, Andreas und Martin während des ersten Konzils von Braga. Chronik von Albelda

Dahn setzte Chararic mit Theodemar gleich; der letztere Name wäre der Taufname des ersteren gewesen. Es wurde auch vorgeschlagen, Theodemar und Ariamir als dieselbe Person anzusehen, die der Sohn von Chararic gewesen sei. In der Meinung einiger Historiker ist Chararic nichts weiter als ein Fehler seitens des Gregor von Tours, also eine Person, die es nie gegeben hat. Wenn Martin von Braga um das Jahr 580 starb und etwa 30 Jahre lang Bischof war, wie Gregor von Tours angibt, dann muss die Konversion von Chararic spätestens um rund 550 stattgefunden haben. Ferreiro meint, die Umwandlung der Sueben habe progressiv und stufenweise stattgefunden und dass der öffentlichen Konversion Chararics die Aufhebung des Verbots der katholischen Synoden in der Regierungszeit seines Nachfolgers, welcher Ariamir gewesen sei, folgte; während Theodemar für den Beginn der Verfolgung der Arianer in seinem Reich verantwortlich wäre.
Schließlich wurde die Konversion der Sueben vom Chronisten Johannes von Biclaro noch nicht etwa einem Sueben, sondern einem Westgoten zugeschrieben. Er verlegt den Zeitpunkt ihrer Konversion zu demjenigen der Goten unter Reccared I., nämlich zwischen 587 und 589. Das korrespondiert mit dem Zeitraum, in dem das Suebenreich in dem der Westgoten aufging.

## Das Königreich im 6. Jahrhundert bis zur Annexion

### Britonen

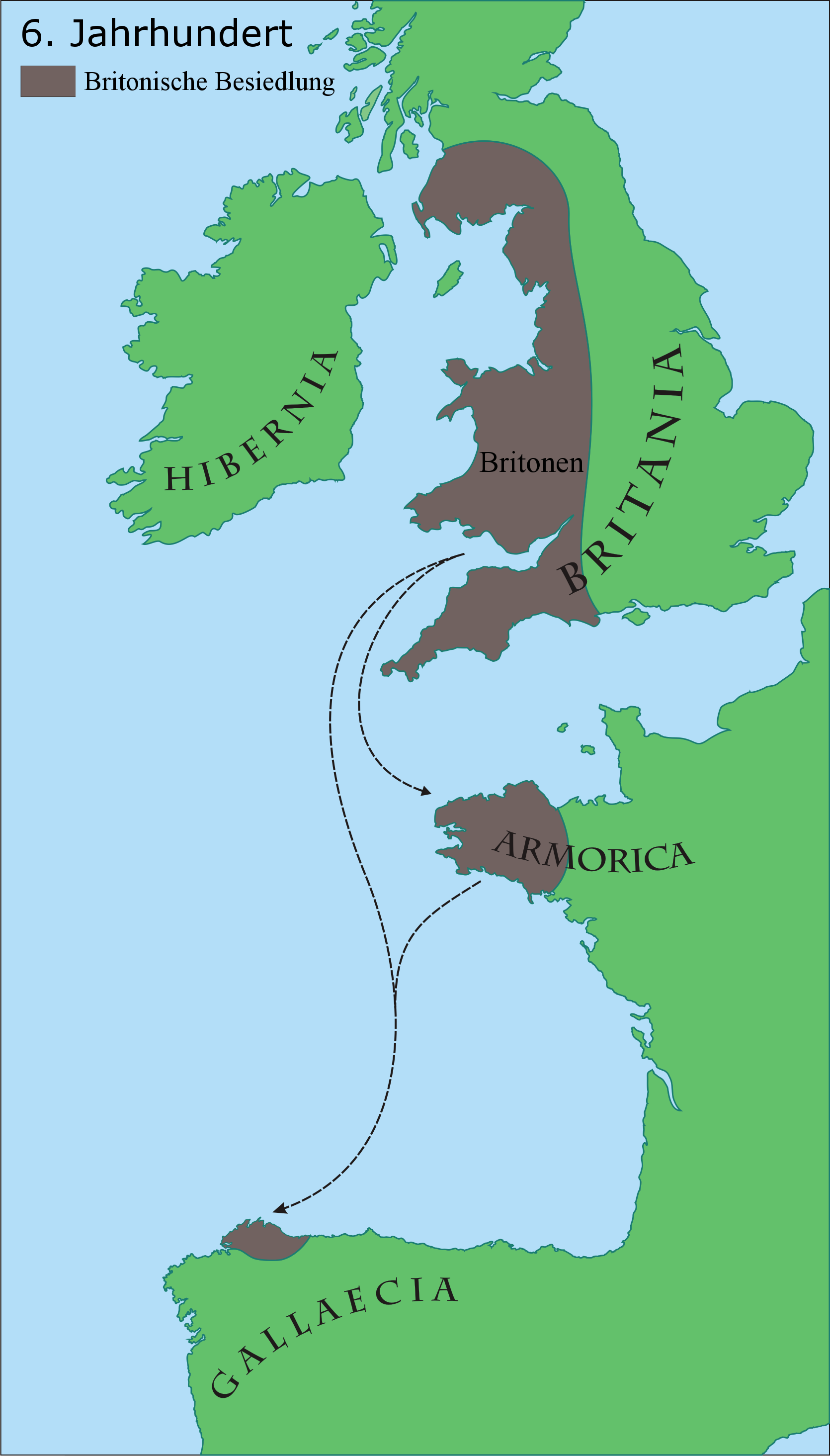
Karte britonischer Siedlungen im 6. Jahrhundert

Ab dem späten 5. Jahrhundert oder Anfang des sechsten Jahrhunderts ließ sich eine Gruppe von Romano-Britonen auf der Flucht vor den Angelsachsen im Norden des Suebenreiches Gallaecia nieder. Dieses Gebiet sollte später nach ihnen benannt werden, nämlich „Britonia“. Das meiste, was über die Siedlung bekannt ist, kommt aus kirchlichen Quellen. Aufzeichnungen des Zweiten Konzils von Braga im Jahre 572 weisen auf eine Diözese hin, die als Britonensis ecclesia (Britonische Kirche) bezeichnet wurde sowie auf einen sedes Britonarum (Bischofssitz der Britonen). Nach dem administrativen und kirchlichen Dokument, gewöhnlich als Divisio Theodemiri oder Parochiale suevorum bekannt, hatten sie ihre eigenen Kirchen und ein Kloster namens »Maximi«, wahrscheinlich identisch mit dem späteren Kloster »Santa Maria de Bretoña.« Der Bischof, der diese Diözese auf dem zweiten Konzil von Braga vertrat, trug den brythonischen Namen Mailoc. Der Bischofssitz blieb bis ins 7. Jahrhundert auf mehreren Konzilen präsent.

### Die Könige Ariamir und Theodemar
Zum 1. Mai 561 berief König Ariamir – im dritten Jahr seiner Regentschaft – das erste Konzil von Braga ein; Ariamir wird in den Akten als „der glorreichste König Ariamir“ bezeichnet. Es war das erste katholische Konzil, das in diesem Königreich stattfand und beschäftigte sich vor allem mit der Verurteilung des Priscillianismus. Keine Erwähnung fand hingegen der Arianismus. Allerdings wurden Kleriker getadelt, die schmuckvolle Kleidung und „granos“ trugen, was zu einer heidnischen Sitte erklärt wurde. „granos“ ist ein germanisches Wort, das entweder Zöpfe, lange Bärte, Schnurrbärte oder Suebenknoten bezeichnet. Von den acht tagenden Bischöfen, trug nur einer einen germanischen Namen, Bischof »Ilderic.«
Später hielt König Theodemar, wohl Ariamirs Nachfolger, am 1. Januar 569 ein Konzil in Lugo ab, das sich mit der administrativen und ekklesiastischen Organisation des Königreichs beschäftigte. Auf seinen Wunsch hin, wurde das Königreich Galicien in zwei Provinzen oder Synoden unter den Metropoliten in Braga und Lugo unterteilt und dreizehn Bischofssitze, einige von ihnen neue, bestimmt. Für die zusätzlichen Bischofssitze wurden neue Bischöfe bestellt. Im Norden unterstanden dem Metropoliten von Lugo die Bistümer Iria Flavia, Britonia, Astorga, Ourense und Tui; im Süden dem von Braga die Bistümer Dume, Porto, Viseu, Lamego, Coimbra und Idanha-a-Velha. Jedes Bistum war wiederum in kleinere Einheiten unterteilt, welche ecclesiae und pagi genannt wurden. Die Wahl von Lugo als Metropolie des Nordens war sowohl seiner zentralen Lage im Hinblick auf die abhängigen Bistumssitze, als auch der großen Zahl der in der Umgebung ansässigen Sueben und deren Frequentierung ebendieser Stadt geschuldet.

### König Miro

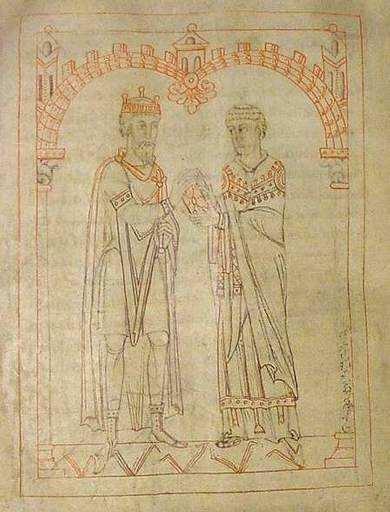
König Miro von Galicien und der Heilige Martin von Braga; aus Martins Formula Vitae Honestae, Manuskript um 1145; Aufbewahrung: Österreichische Nationalbibliothek. Martins Werk war ursprünglich dem König Miro gewidmet: „Für König Miro, den glorreichsten und ruhigsten, den frommen, überaus bekannt für seinen katholischen Glauben.“

Nach Johannes von Biclaro folgte Miro im Jahre 570 dem Theodemar als König der Sueven. In seiner Zeit wurde das Suebische Königreich wieder von den Westgoten herausgefordert, die unter ihrem König Leovigild ihr Reich rekonstituierten, welches vorher in seiner Bedeutung reduziert und seit ihrer Niederlage gegen die Franken in der Schlacht von Vouillé meist von Ausländern regiert worden war.
Im Jahre 572 ordnete Miro die Durchführung des Zweiten Konzils von Braga an, dem der pannonische Geistliche Martin von Braga als Erzbischof der Hauptstadt vorsaß, aber auch Nitigis, katholischer Erzbischof von Lugo und Metropol des Nordens, aus suebischem Geblüt, hatte eine Stimme in diesem Gremium. Martin soll ein kultivierter Mann gewesen sein, der von Isidor von Sevilla, Venantius Fortunatus und Gregor von Tours gelobpreist wurde, weil er die Sueben zum Katholizismus führte und die kulturelle und politische Renaissance des Reiches befördert habe. Martin postulierte die Einheit und Reinheit des katholischen Glaubens in Galicien und zum ersten Mal wurde Arius diskreditiert. Bemerkenswert ist, dass von den zwölf Bischöfen fünf Sueben waren, nämlich Nitigius aus Lugo, Wittimer aus Ourense, Anila aus Tui, Remisol aus Viseu, Adoric aus Idanha-a-Velha. Außerdem war einer Britone, nämlich Mailoc.
Im selben Jahr führte Miro eine Expedition gegen die Runconen. Dies fand in der Zeit statt, in dem der westgotische König Leovigild erfolgreiche militärische Aktivitäten im Süden entfaltete. Er hatte die Städte Córdoba und Medina-Sidonia für die Westgoten zurückerobert und einen erfolgreichen Angriff auf die Region um die Stadt Málaga durchgeführt. Ab 573 kam er mit seinen Kriegszügen dem suebischen Territorium näher. Als erstes okkupierte er Sabaria, später die Aregenesischen Berge und Cantabria, wo er einige Widersacher vertrieb. Schließlich drang er im Jahre 576 nach Galicien vor und begann die Grenzen des Suebenreiches zu bedrohen. Aber Miro schickte Gesandte und schloss mit Leovigild vorübergehend Frieden. Zu dieser Zeit schickten die Sueben wohl auch Gesandte zum Frankenkönig Guntram I., welche aber von dessen Bruder König Chilperich I. in der Nähe von Poitiers abgefangen und später gefangengesetzt wurden, schreibt Gregor von Tours.
Im Jahre 579 rebellierte Leovigilds Sohn, Prinz Hermenegild gegen seinen Vater und erklärte sich selbst zum König. Er war, während er in Sevilla residierte, unter dem Einfluss seiner Frau, der fränkischen Prinzessin Ingund, und Leanders von Sevilla zum Katholizismus übergetreten und stand damit in offener Opposition zum Arianismus seines Vaters. Dennoch dauerte es bis 582 bis Leovigild seine Truppen versammelte, um seinen Sohn anzugreifen: Zuerst nahm er Mérida ein; dann marschierte er 583 nach Sevilla. Hermenegilds Rebellion bekam Unterstützung durch das Oströmische Reich, welches seit Kaiser Justinian I. große Teile der südlichen Küstenregionen der Iberischen Halbinsel kontrollierte; auch die Sueben unterstützten ihn. Im selben Jahr marschierte Miro, der König der Galicier mit seiner Armee nach Süden; in der Absicht, die Belagerung zu durchbrechen. Allerdings wurde er selbst von Leovigild gestellt und gezwungen, ein Beistandsabkommen mit ihm abzuschließen. Nach dem Austausch von Geschenken kehrte Miro nach Galicien zurück, wo er bettlägerig wurde und wenig später starb. Nach Gregor von Tours soll „das schlechte Wasser Spaniens“ seinen Tod verursacht haben. Johannes von Biclaro und nach ihm Isidor von Sevilla geben einen anderen Bericht von der Angelegenheit; dennoch wird Gregor von Tours Version für die glaubhafteste angesehen. Hermenegild Aufstand endete 584. Nachdem Leovigild die Byzantiner mit 30.000 Solidi bestochen hatte, versagten sie seinem Sohn nunmehr ihre Unterstützung.

### Die letzten Könige

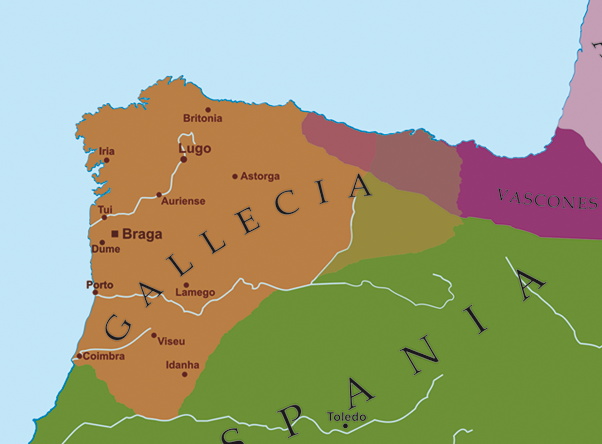
Das Suebische Königreich von Gallaecia, 6. Jahrhundert

Nach dem Tod Miros wurde sein Sohn Eburic zum König gemacht – aber offenbar nicht, bevor Zeichen der Wertschätzung und der Freundschaft zu Leovigild gesandt worden waren. Innerhalb eines Jahres ergriff jedoch Audeca die Macht, der später sein Stiefbruder wurde. Letzterer schickte Eburic in ein Kloster und befahl ihm, Priester zu werden, um seine etwaige Rückkehr auf den Thron zu verhindern. Dann heiratete Audeca die Siseguntia, des toten Königs Miros Witwe, und machte sich selbst zum König. Diese Usurpation und die vermeintliche Freundschaft zu Eboric gaben Leovigild den Vorwand, um nach dem benachbarten Königreich zu greifen. 585 zog Leovigild in den Krieg gegen die Sueben und marschierte in Galicien ein. In den Worten von Johannes von Biclaro:

„König Leovigild verwüstete Galicien und beraubte Audeca der Gesamtheit des Königreichs; das Volk der Sueben, ihre Schätze und ihr Vaterland wurden seiner Macht unterworfen und in eine Provinz der Goten verwandelt.“

Während des westgotischen Kriegszuges griffen die Franken König Guntrams in Septimanien an; möglicherweise handelte es sich hierbei um einen Unterstützungsversuch für die Sueben. Zugleich sendeten sie Schiffe nach Galicien, die jedoch von Leovigilds Truppen aufgebracht wurden, welche die Ladung wegnahmen und die Besatzung entweder tötete oder versklavte.
Danach wurde das Suebenreich von den Westgoten als eine ihrer drei administrativen Regionen – Gallaecia, Hispania und Galia Narboniensis – in ihr Reich eingegliedert. Audeca wurde gefangen genommen. Ihm wurde eine Tonsur geschnitten und aufgegeben, Priester zu werden. Danach schickte man ihn ins Exil nach Beja, in Süd-Lusitanien.
Noch im selben Jahr 585 rebellierte ein Mann namens Malaric gegen die Goten und beanspruchte den suebischen Thron für sich. Er wurde aber schließlich besiegt und die Anführer der Westgoten nahmen ihn gefangen und brachten ihn in Ketten vor Leovigild.

### Annexion
Nach der Eroberung wurde der Arianismus bei den Sueben durch Leovigild wieder gestärkt. Aber das war lediglich eine kurzlebige Institution, weil Reccared, nach dem Tod seines Vaters Leovigild, offen die massenhafte Konversion von Westgoten und Sueben zum Katholizismus propagierte. Reccareds Pläne waren allerdings umstritten und wurden von einer Gruppe von arianischen Verschwörern hintertrieben; deren Führer, Segga, wurde jedoch ins Exil nach Galicien geschickt, nachdem man ihm beide Hände abgeschlagen hatte. Die Konvertierungspläne wurden auf dem Dritten Konzil von Toledo durchgesetzt. Auf diesem wurden 72 Bischöfe aus Hispania, Gallien und Galicien gezählt. Acht von ihnen schworen dem Arianismus ab – unter ihnen waren vier Sueben: Beccila aus Lugo, Gardingus aus Tui, Argiovittus aus Porto und Sunnila aus Viseu. Die Massen-Konversion wurde von König Reccared gefeiert: „Nicht nur die Konversion der Goten ist unter den Wohltaten, die wir erhalten haben, sondern auch die unendliche Menge der Sueben, die wir mit göttlicher Hilfe unserem Reich unterworfen haben. Obwohl durch externen Fehler in Häresie geführt, haben wir sie mit unserem Fleiß zu den Ursprüngen der Wahrheit gebracht.“ In einem Brief, den ihm Papst Gregor der Große sandte, wurde Reccared wenig später als „König der Westgoten und der Sueben“ bezeichnet.
Unter den Goten wurde der Verwaltungsapparat des Suebenreiches zunächst beibehalten. Viele der suebischen Gebietsabgrenzungen, die während der Herrschaft von Theodemar etabliert worden waren, blieben erhalten; wie auch Münzstätten, die als westgotische Münzstätten fortexistierten. Ab den mittleren Jahren des siebten Jahrhunderts wurde dann jedoch eine Reform der Verwaltung und der Kirchenstruktur vorgenommen, die zum Verschwinden der meisten vorgenannten Münzen führte. Ausgenommen hiervon waren die Münzen der Städte Lugo, Tui und Braga. Die nord-lusitanischen Bistümer Lamego, Viseu, Coimbra und Idanha-a-Velha, die in Gebieten lagen, die von Galicien im fünften Jahrhundert annektiert worden waren, wurden nun wieder unter die Oberhoheit von Mérida gestellt. Während des 6. und 7. Jahrhunderts konnte keine merkliche gotische Einwanderung in Galicien festgestellt werden.
Die letzte Erwähnung der Sueben als eigenständiges Volk datiert ins 10. Jahrhundert. Zu dieser Zeit werden sie in einer Glosse eines spanischen Codexes erwähnt: „hanc arbor romani pruni vocant, spani nixum, uuandali et goti et suebi et celtiberi ceruleum dicunt“ („Dieser Baum wird von den Römern als Pflaumenbaum bezeichnet; als nixum von den Spaniern; die Vandalen, die Goten, die Sueben und die Kelto-Iberer nennen ihn ceruleum“), aber in diesem Zusammenhang bedeutet Sueben wahrscheinlich einfach „Galicier“.

## Liste suebisch-galicischer Anführer
- Ermenrich/Hermeric, etwa 409–438

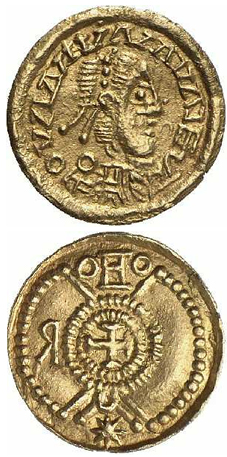
Suebische Goldmünze, geschlagen zwischen 410 und 500.

- Heremigarius, 427–429, Anführer in Lusitania
- Rechila, 438–448
- Rechiar, 448–456
- Agiulf/Aioulf, 456–457, Ausländer, möglicherweise eingesetzt von den Westgoten
- Maldras, 456–460, Gegenkönig von Framta nach 457
- Framta, 457, s. o.
- Richimund, 457–464, Nachfolger von Framta
- Frumar, 460–464, Nachfolger von Maldras
- Remismund, 464–469, folgte nach Frumar, wiedervereinigte die Sueben
- „Dunkle Periode“
  - Hermeneric um 485
  - Veremund um 535
  - Theodemund
- Chararic, etwa um 550–558/559, Existenz gelegentlich bezweifelt
- Ariamir, 558/559–561/566
- Theodemar, 561/566–570
- Miro, 570–583
- Eboric, 583–584, abgesetzt und ins Kloster geschickt durch Andeca.
- Andeca, 584–585, abgesetzt und ins Kloster geschickt durch Leovigild.
- Malaric, 585, letzter Widerständler gegen Leovigild; wurde geschlagen.

## Quellen und Kontroversen

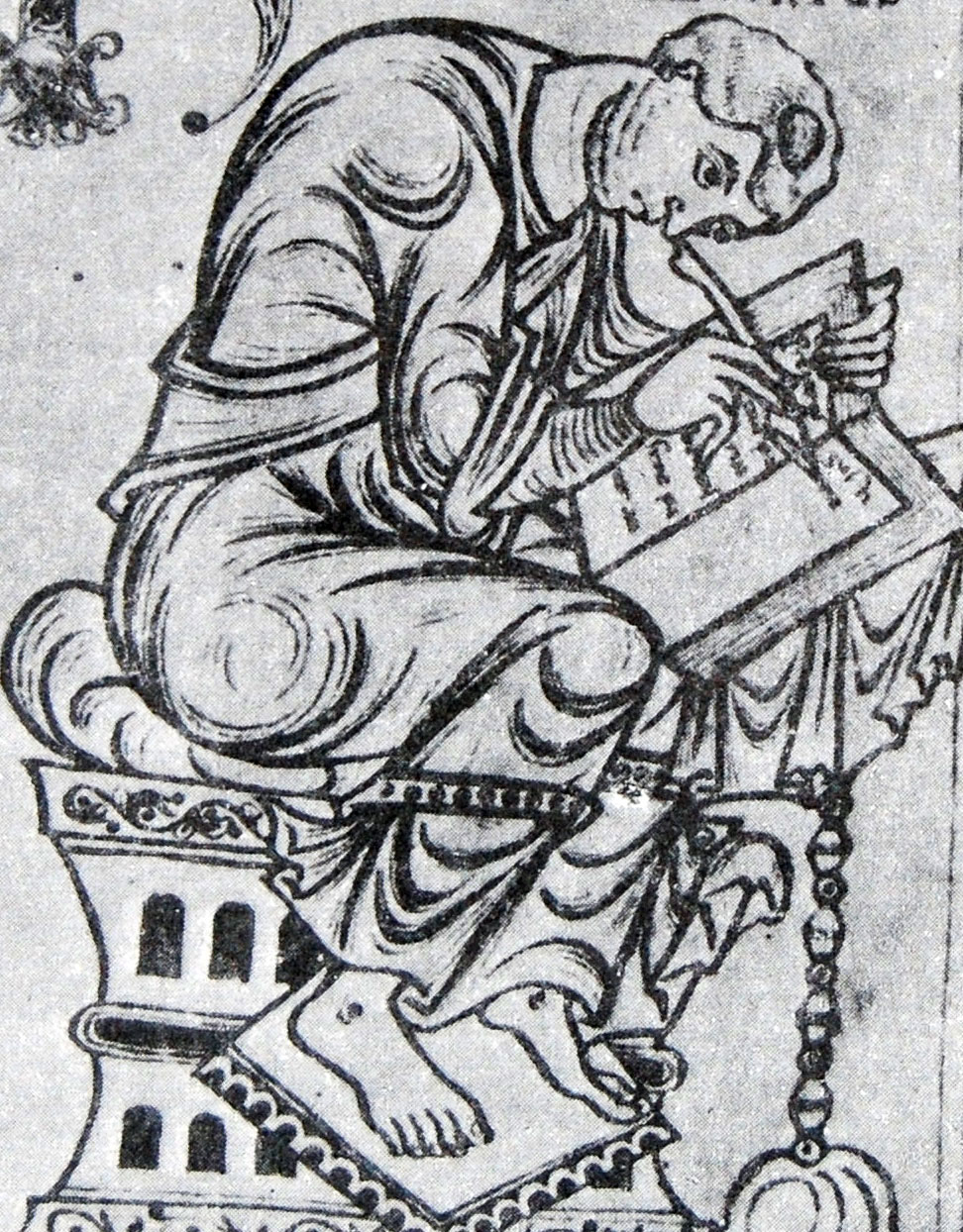
Paulus Orosius, der in Gallaecia lebte, als die Sueben dort Land nahmen, war einer der Hauptchronisten, die über den Aufstieg des Sueben-Reiches berichteten. Mittelalterliche Miniatur aus dem Saint-Epure-Codex.

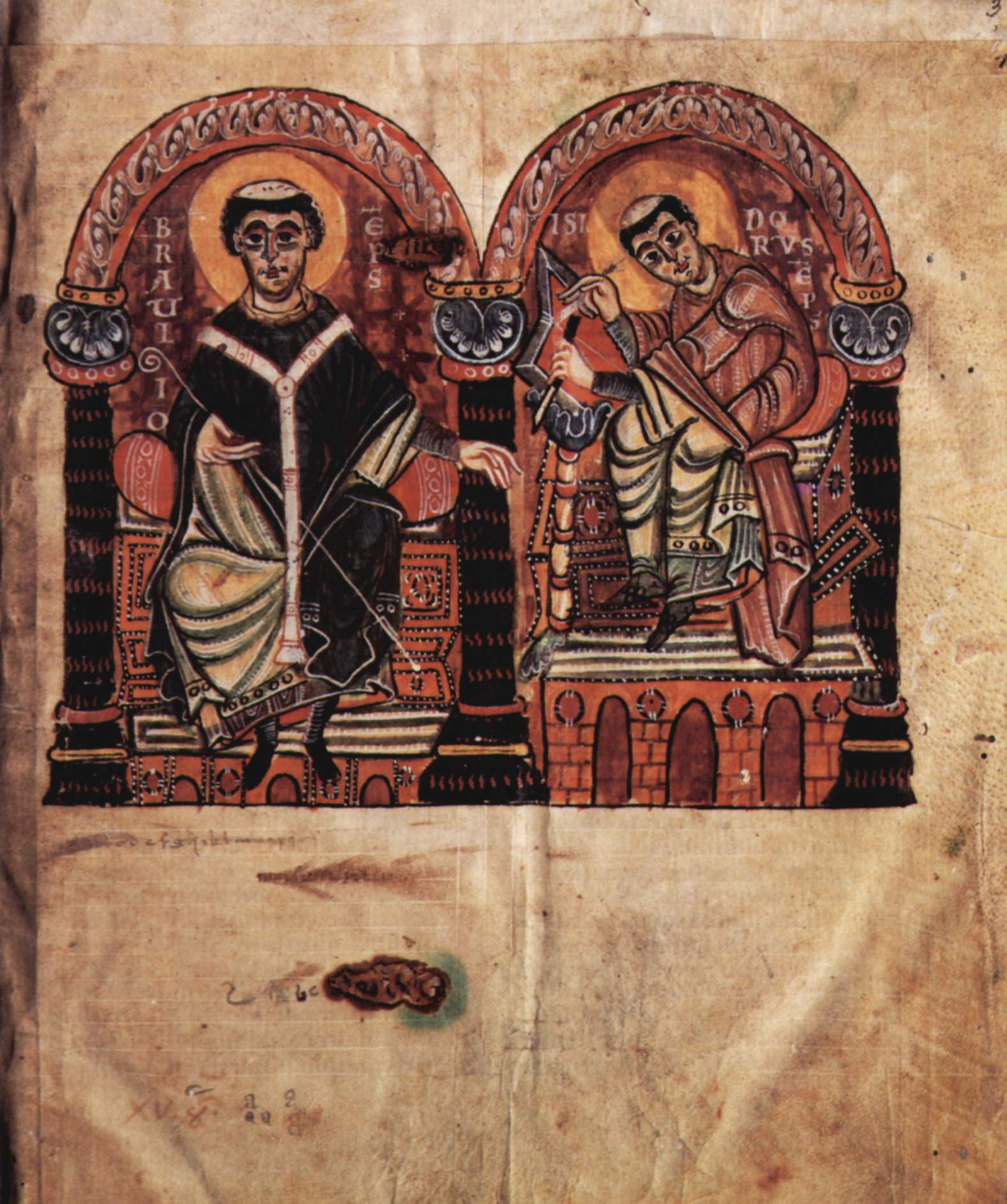
Isidor von Sevilla (rechts) und Braulio von Saragossa (links) in einer ottonischen Bilderhandschrift aus der zweiten Hälfte des 10. Jahrhunderts

## Kulturelle Hinterlassenschaften

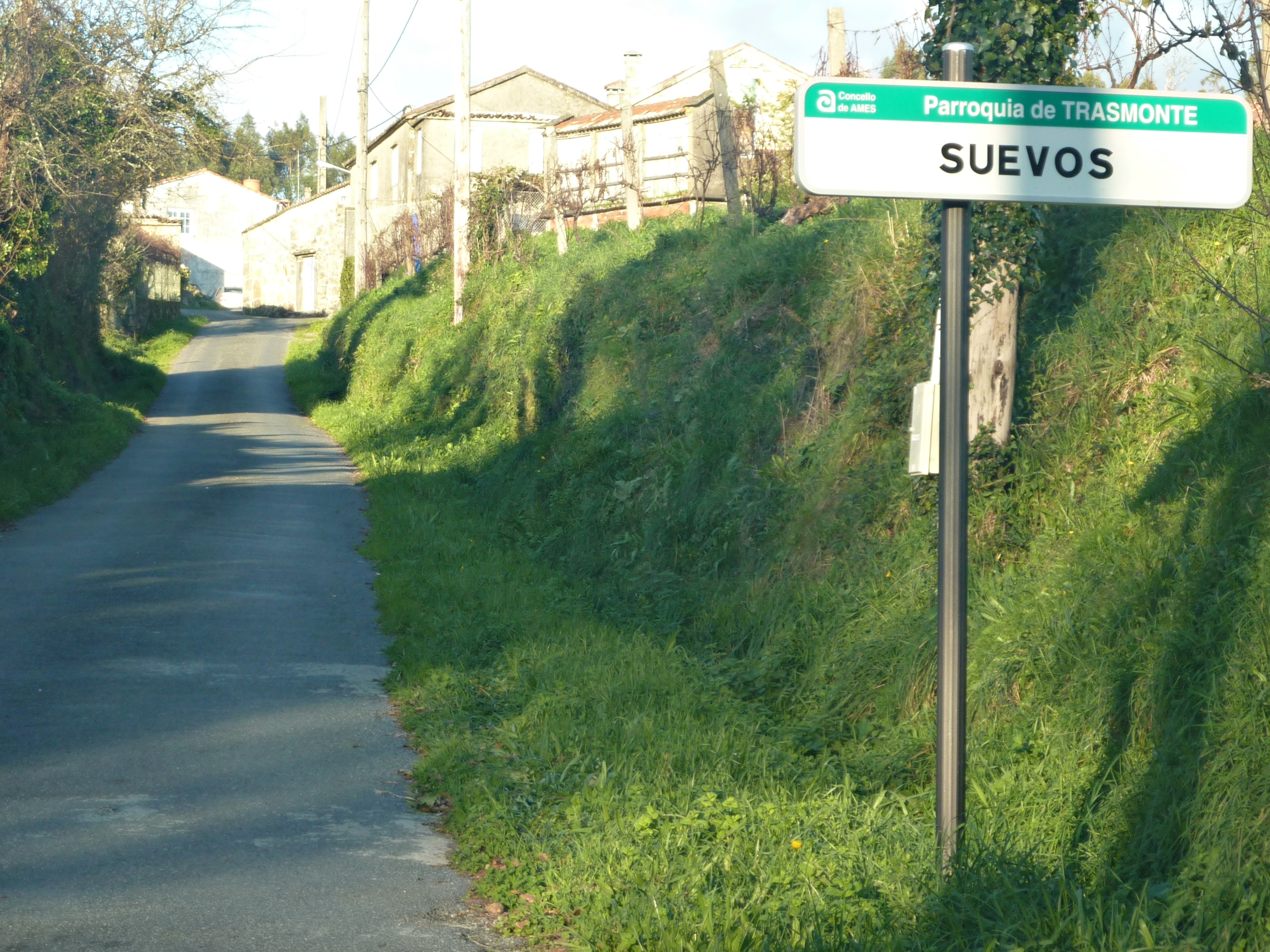
Ortsschild beim Dorf Suevos, A Coruña, Galicien